# Petite Épître au roi
 
La Petite Épître au roi est un poème de l'écrivain français Clément Marot, publié dans les Epistres (Épîtres en français contemporain). Il l'a composé pour obtenir une pension du roi François Ier.
Le poème a pour sujet la poésie en train de s'écrire, on parle alors de poésie emblématique.
Elle est écrite en 1518 : le jeune Marot cherche à obtenir la faveur de François 1er. Il montre donc ce qu'il sait faire en matière de poésie. Elle repose sur des rimes équivoquées.
Cependant elle ne sera publiée qu'en 1532 dans son ouvrage "L'adolescence clémentine".